# Bolschoje Umrichino
Bolschoje Umrichino (russisch Большое Умрихино) ist ein Dorf (derewnja) in der Oblast Kursk in Russland. Es gehört zum Rajon Prjamizyno und zur Landgemeinde (selskoje posselenije) Starkowski selsowjet.

## Geographie
Der Ort liegt gut 23 km Luftlinie nordwestlich des Oblastverwaltungszentrums Kursk im südwestlichen Teil der Mittelrussischen Platte, 13 km nordwestlich des Rajonverwaltungszentrums Prjamizyno, 4 km vom Sitz des Dorfsowjet – Starkowo, 75 km von der Grenze zwischen Russland und der Ukraine, am Fluss Rogosna (rechter Nebenfluss des Seim).

### Klima
Das Klima im Ort ist wie im Rest des Rajons kalt und gemäßigt. Es gibt während des Jahres eine erhebliche Niederschlagsmenge. Dfb lautet die Klassifikation des Klimas nach Köppen und Geiger.

## Bevölkerungsentwicklung
| Jahr | Einwohner |
| ---- | --------- |
| 2002 | 42        |
| 2010 | ▼26       |

Anmerkung: Volkszählungsdaten

## Verkehr
Bolschoje Umrichino liegt 19,5 km von der Fernstraße föderaler Bedeutung M2 „Krim“ (ein Teil der Europastraße E105), 11 km von der Straße regionaler Bedeutung 38K-017 (Kursk – Lgow – Rylsk – Grenze zur Ukraine), 3,5 km von der Straße interkommunaler Bedeutung 38N-073 (Djakonowo – Starkowo – Sokolowka), 0,5 km von der Straße 38N-076 (38N-073 – Wolobujewo) und 13 km vor nächsten Eisenbahnhaltestelle 433 km (Eisenbahnstrecke Lgow-Kijewskij – Kursk) entfernt.
Der Ort liegt 134 km vom internationalen Flughafen von Belgorod entfernt.